# Hanga Roa
Hanga Roa é a capital da província chilena de Isla de Pascua. Concentra a maior parte da população da Ilha de Páscoa. Segundo o censo de 2002 a população da cidade é de 3.304 habitantes, o que corresponde a 87% da população da ilha.
É a única cidade da ilha e nela localiza-se o Aeroporto Internacional Mataveri.